# Bernardo (cardinal, 1178)
Pour les articles homonymes, voir Bernardo.
 (février 2024).
Si vous disposez d'ouvrages ou d'articles de référence ou si vous connaissez des sites web de qualité traitant du thème abordé ici, merci de compléter l'article en donnant les références utiles à sa vérifiabilité et en les liant à la section « Notes et références ».
Bernardo (mort fin 1181) est un cardinal du XIIe siècle. 
Le pape Alexandre III le crée cardinal lors du consistoire du 22 septembre 1178. Il participe à l'élection de Lucius III en 1181.